# 小田中直樹
小田中 直樹（おだなか なおき、1963年 - ）は、日本の経済史学者。博士（経済学）（東京大学・1995年）。東北大学大学院経済学研究科教授。専門はフランス社会経済史、歴史関連諸科学（歴史理論、歴史学方法論、史学史、歴史教育など）。

## 略歴
1963年千葉県船橋市生まれ。
1982年宮城県仙台第二高等学校卒業。
1986年東京大学経済学部卒業。
1991年同大学院経済学研究科理論経済学・経済史学専攻第二種博士課程単位取得退学。
1995年博士（経済学、東京大学）。
1991年東京大学社会科学研究所助手。
1994年東北大学経済学部（組織改編により、1999年4月から大学院経済学研究科）助教授。
2005年東北大学大学院経済学研究科教授（現在まで）。
東北大学名誉教授で法学者の小田中聰樹は実父。

## 作品一覧

### 著書（単著のみ）
- 『フランス近代社会 1814-1852――秩序と統治』木鐸社 1995
- 『歴史学のアポリア――ヨーロッパ近代社会史再読』山川出版社 2002
- 『ライブ・経済学の歴史――「経済学の見取り図」をつくろう』勁草書房 2003（朝鮮語訳、パク・マンソプ監訳、ソウル・タサンブックス、2006）
- 『歴史学ってなんだ?』PHP研究所・PHP新書　2004（ベトナム語訳、グエン・クゥオヴン訳、ホーチミンシティ・ホアセン大学出版会、2016）
- 『フランス7つの謎』文芸春秋・文春新書 2005
- 『日本の個人主義』筑摩書房・ちくま新書 2006
- 『世界史の教室から』山川出版社 2007
- 『ライブ・合理的選択論――投票行動のパラドクスから考える』勁草書房 2010
- 『19世紀フランス社会政治史』山川出版社　2013
- 『ライブ・経済史入門――経済学と歴史学を架橋する』勁草書房　2017
- 『フランス現代史』岩波書店・岩波新書　2018
- 『感染症はぼくらの社会をいかに変えてきたのか――世界史のなかの病原体』日経BP 2020
- 『歴史学のトリセツ――歴史の見方が変わるとき』筑摩書房・ちくまプリマ―新書　2022

### 翻訳
- シーダ・スコチポル編『歴史社会学の構想と戦略』木鐸社 1995
- ジェラール・ノワリエル『歴史学の「危機」』木鐸社 1997
- 『歴史学の最前線――「批判的転回」後のアナール学派とフランス歴史学』（編訳、叢書・ウニベルシタス）法政大学出版局  2017

### 監修
- 小林, たつよし『世界の歴史 12 産業革命とアメリカの独立』 12巻、小学館〈小学館版学習まんが世界の歴史〉、2018年12月4日。ISBN 9784092983120。全国書誌番号:23148149。オリジナルの2022年4月18日時点におけるアーカイブ。2022年4月18日閲覧。「監修 東北大学教授 小田中直樹」